# فالمنيا
فالمنيا (بالفرنسية: Valmanya)‏ هي بلدية تقع في فرنسا في Canton of Vinça. يقدر عدد سكانها بـ 18 نسمة ومساحتها 27.63 كم2 وترتفع عن سطح البحر 901 متر.